# Kvarteret Tobaksmonopolet

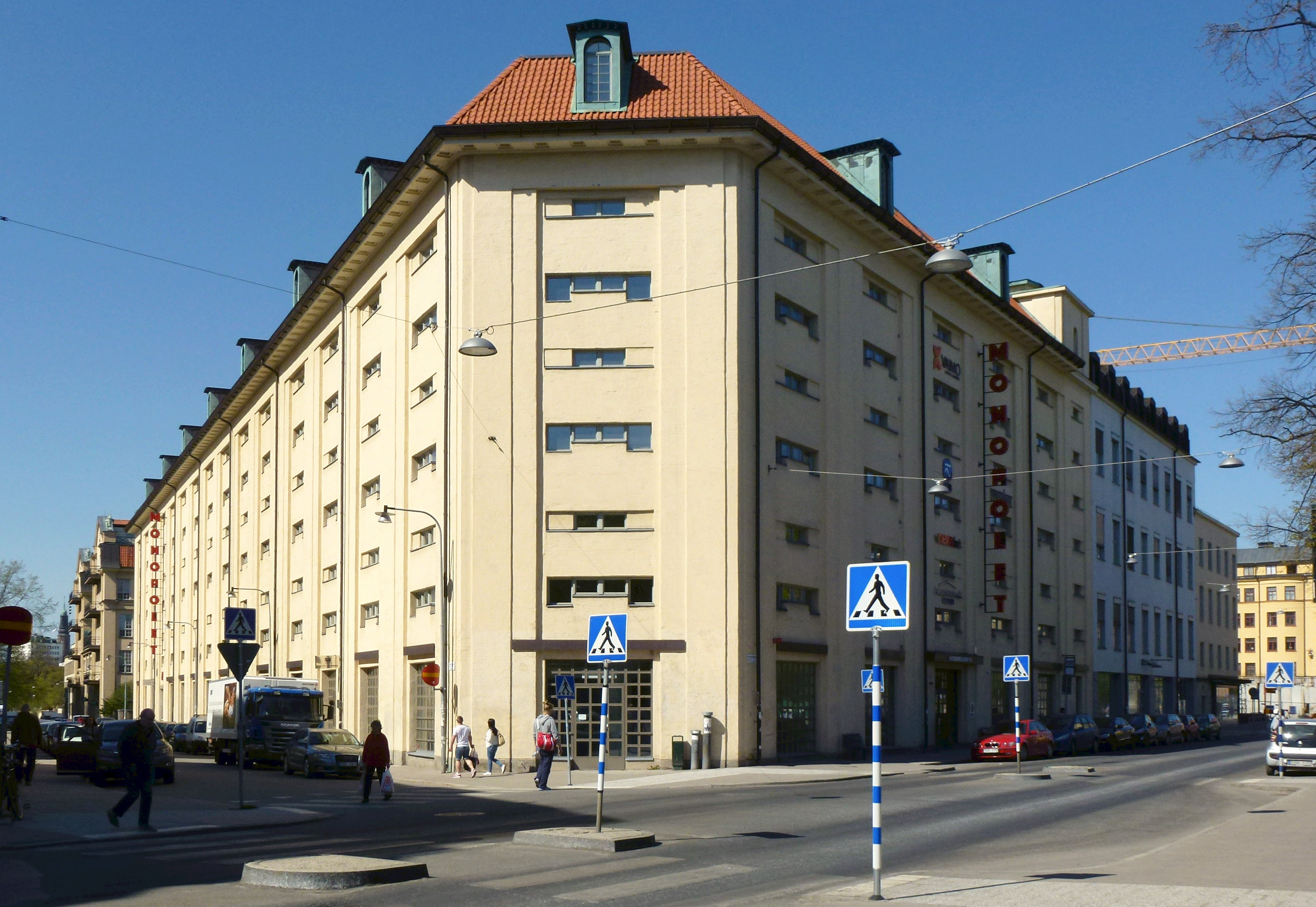
Den tidigare magasinsbyggnaden från 1929 (fastigheten Tobaksmonopolet 6) i hörnet Maria Bangata / Rosenlundsgatan.

Kvarteret Tobaksmonopolet är ett kvarter på västra Södermalm i Stockholm. Här lät Svenska Tobaks AB mellan 1917 och 1939 uppföra fabriks- och kontorslokaler för sin verksamhet. För utformningen stod bland andra arkitekterna  Ivar Tengbom och Eskil Sundahl. Tillverkningen av tobaksvaror lades ned 1965. Byggnaderna är bevarade och har efterhand fått nya funktioner. Idag är större delen av kvarteret kulturminnesskyddat. Enligt Stadsmuseet i Stockholm är den tidigare industrilanäggningen i kvarteret Tobaksmonopolet "av synnerligen stort kulturhistoriskt värde".

## Bakgrund

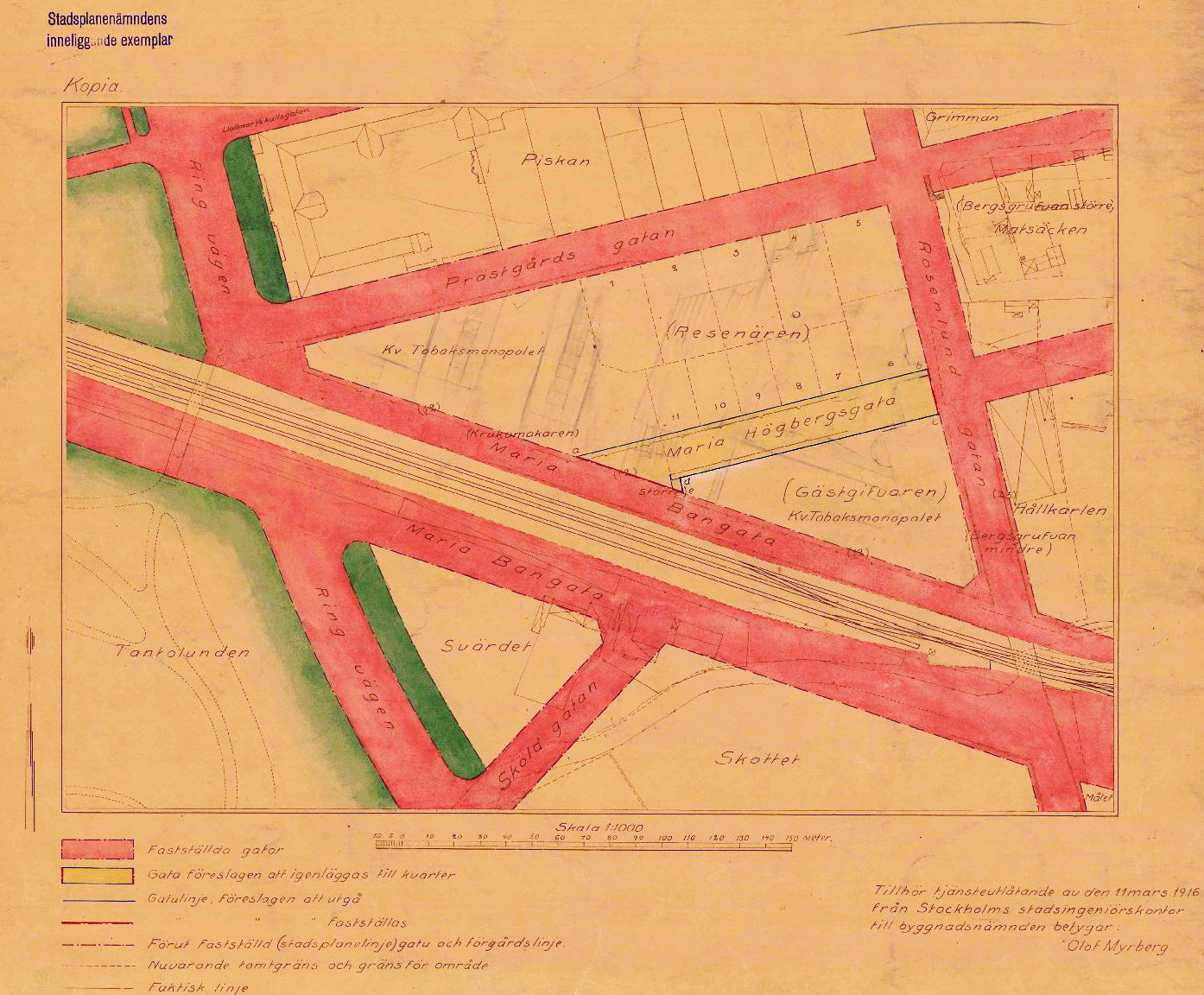
Stadsplan från 1917.

För att skaffa staten skatteintäkter för bland annat finansiering av den nya pensionskassan samt utbyggnad av svenska försvaret beslöt riksdagen år 1914 efter många års diskussioner och utredande att införa ett monopol för tobaksprodukter i Sverige. AB Svenska Tobaksmonopolet bildades 1915 och övertog då den svenska tobaksindustrin, som rationaliserades kraftigt. Till en början drevs sju cigarr-, tre cigarett-, fyra röktobaks-, tre tuggtobaks- och elva snusfabriker runtom i Sverige. Men eftersom ingen av de befintliga fabrikerna lämpade sig för stordrift beslöts att bygga en helt ny fabrik på Södermalm i Stockholm.
För ändamålet förvärvades en stor triangulär tomt som tidigare hette Resenären och Gästgivaren och begränsades av Maria Bangata, Maria Skolgata (dåvarande Prästgårdsgatan) och Rosenlundsgatan. År 1917 fastställdes en ny stadsplan i vilken Resenären och Gästgivaren slogs ihop och en del av Maria högbergsgata utgick samt kvarterets namn ändrades till Tobaksmonopolet, passande till verksamheten som skulle bedrivas här. Läget intill järnvägen (Västra stambanan) var gynnsamt och på tomten fanns gott om plats för framtida utökningar. Kvarteret Tobaksmonopolet omfattar en markareal av 19 281 m² och består idag av fem fastigheter: Tobaksmonopolet 2, 3, 4, 5 och 6.

## Byggnaderna

### Tobaksmonopolet 2

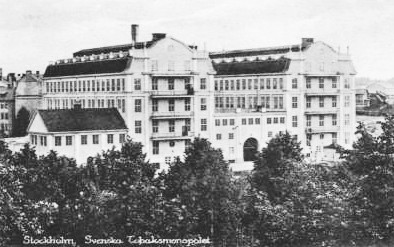
Fabriken från 1922 mot Maria Bangata.

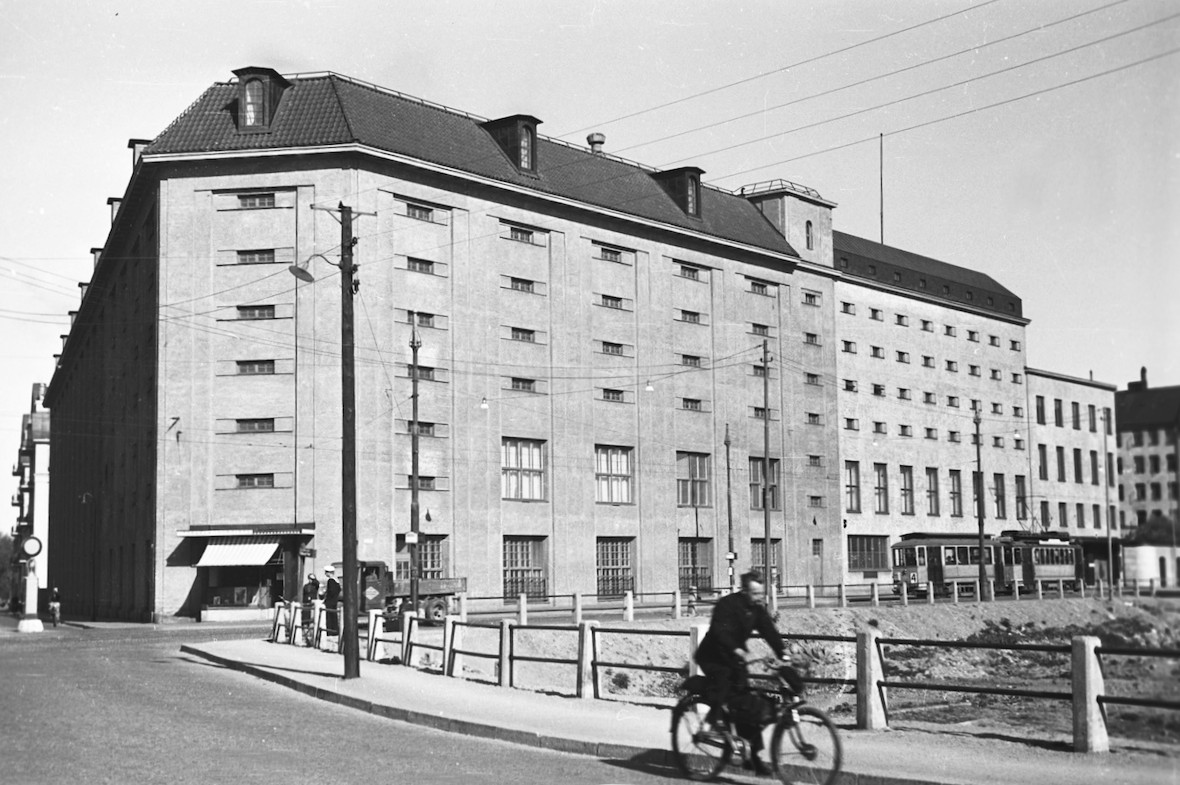
Magasinsbyggnaden från 1929 mot Rosenlundsgatan.

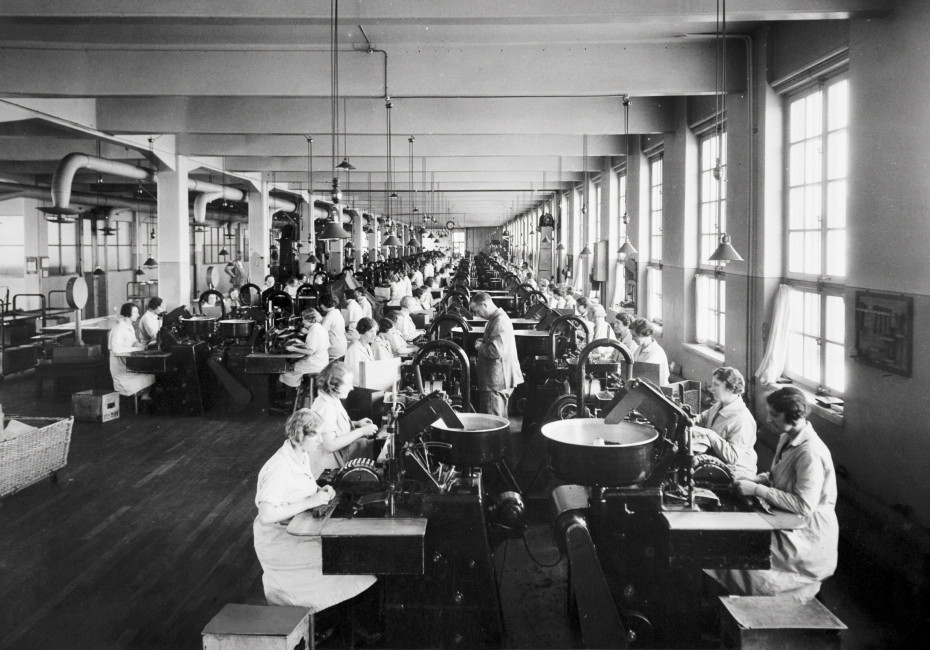
Cigarettillverkning i fabriken, 1940-tal.

Den äldsta fastigheten är Tobaksmonopolet 2, själva fabriksbyggnaden, som sträcker sig genom kvarteret från Maria Bangata till Maria Skolgata. Huset uppfördes 1917-1922 efter ritningar av byggmästaren Emil Lindkvist, som även var arkitekt. Ivar Tengbom ritade fasaderna och gestaltade dessa i typisk tjugotalsklassicism. Byggnaden har u-form (med öppningen mot Maria Bangat) och byggdes i fyra våningar samt en takvåning och tre källarvåningar. Den bärande stommen består av bjälklag och pelare i betong. Fasaden indelades i fält motsvarande betongstommens bredd  och putsades med terrasit. I fälten placerades parvis stora,  spröjsade  fönster. Fasaden mot Maria Bangata har långa balkonger med smidesräcken och hushörnen kröntes med dekorativa urnor. Balkongerna lär ha tillkommit av att arbetarna inte tilläts att lämna fabriksområdet under sina raster, de fick nöja sig med balkongerna och en rastgård. Yttertaket försågs med en lång rad lanterniner för insläpp av dagsljus till produktionslokalen. I den nya fabriken arbetade 1 700 anställda.

### Tobaksmonopolet 5, 6 och kvarteret Svärdet
I nästa byggnadsetapp uppfördes mellan 1924 och 1929 ett stort tobakslager och ytterligare fabrikslokaler.  Då byggdes det karakteristiska hörnhuset vid  Maria Bangata /  Rosenlundsgatan. Huset projekterades av AB Industribyrån med Theodor Anton Bergen som ansvarig ingenjör och vid tiden en av Sveriges främsta industriarkitekter. Arkitekt Eskil Sundahl svarade för utformningen av fasaderna som fick en strikt indelning av vertikala fält. Fönstren är övervägande låga och avlånga, motiverade av funktionen för lagring av tobak. Tobakslagret krävde god ventilation, hög luftfuktighet och låg temperatur men inga stora fönster. Taket täcktes med tegel och fick höga smala, kopparklädda  takkupor med rundbågiga fönster.
Åren 1936 till 1939 tillbyggdes tobakslagret ytterligare längs Rosenlundsgatan för att bland annat rymma lager och bostäder (fastighet Tobaksmonopolet 5). Ritningarna är signerade av arkitekten/byggmästaren Emil Lindkvist. Ungefär samtidigt med hörhuset lät Tobaksbolaget även uppföra tre magasinsbyggnader på kvarteret Svärdet, söder om Maria Bangata. De stod kvar fram till början av 1980-talet då de revs för att bereda plats för den nya bostadsbebyggelsen ritad av Bengt Lindroos.

### Tobaksmonopolet 3 och 4
Under åren 1931 till 1933 bebyggdes fastigheten Tobaksmonopolet 4 med en personalmatsal i två våningar, som ligger intill tobaksfabriken längs Maria Skolgata. Ritningarna är signerade Emil Lindkvist. I den övre våningen anordnades en stor matsal med svagt välvt tak och i bottenvåningen låg köket och flera mindre matsalar. På stora matsalens ena kortvägg skapades  1947  en al fresco-målning av konstnären Bo Beskow. Resten av  Tobaksmonopolet 4 (hörnet Maria Skolgata / Rosenlundsgatan) förblev obebyggd och var en mindre park och trädgård för de anställdas rekreation.
Den sista byggnadsetappen utfördes åren 1933-1939 och avsåg företagets huvudkontor som uppfördes i Tobaksmonopolet 3, beläget i kvarterets västligaste del (hörnet Maria Bangata / Maria Skolgata). Huvudkontoret ritades av Ivar Tengbom i stram funktionalistisk stil. Huset har tre våningar samt en indragen takvåning och bakom det tillkom även en envåningsdel med bland annat verkstäder.

## Avveckling och ny verksamhet

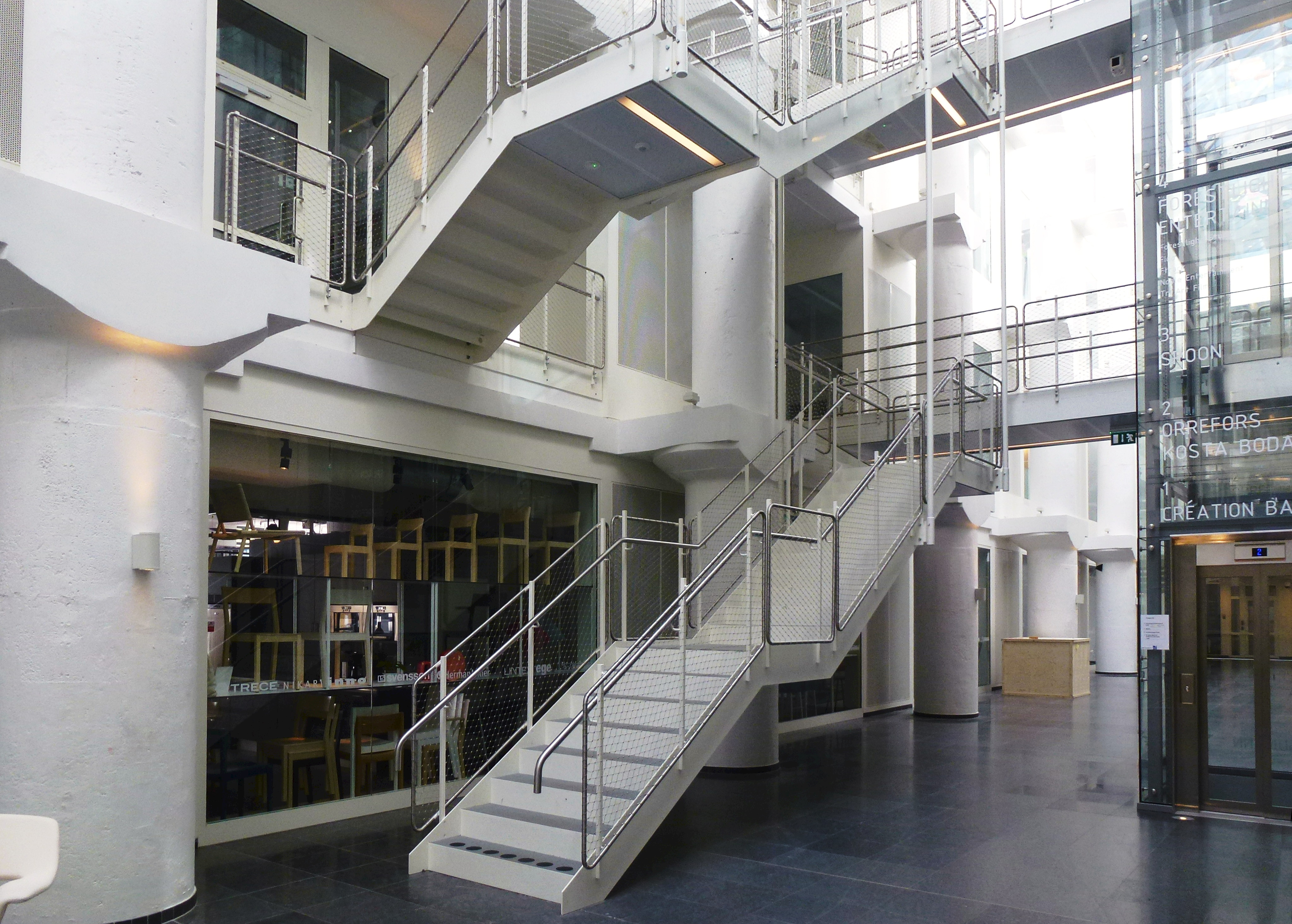
Ljusgården i Tobaksmonopolet 6 efter 2010-talets ombyggnad.

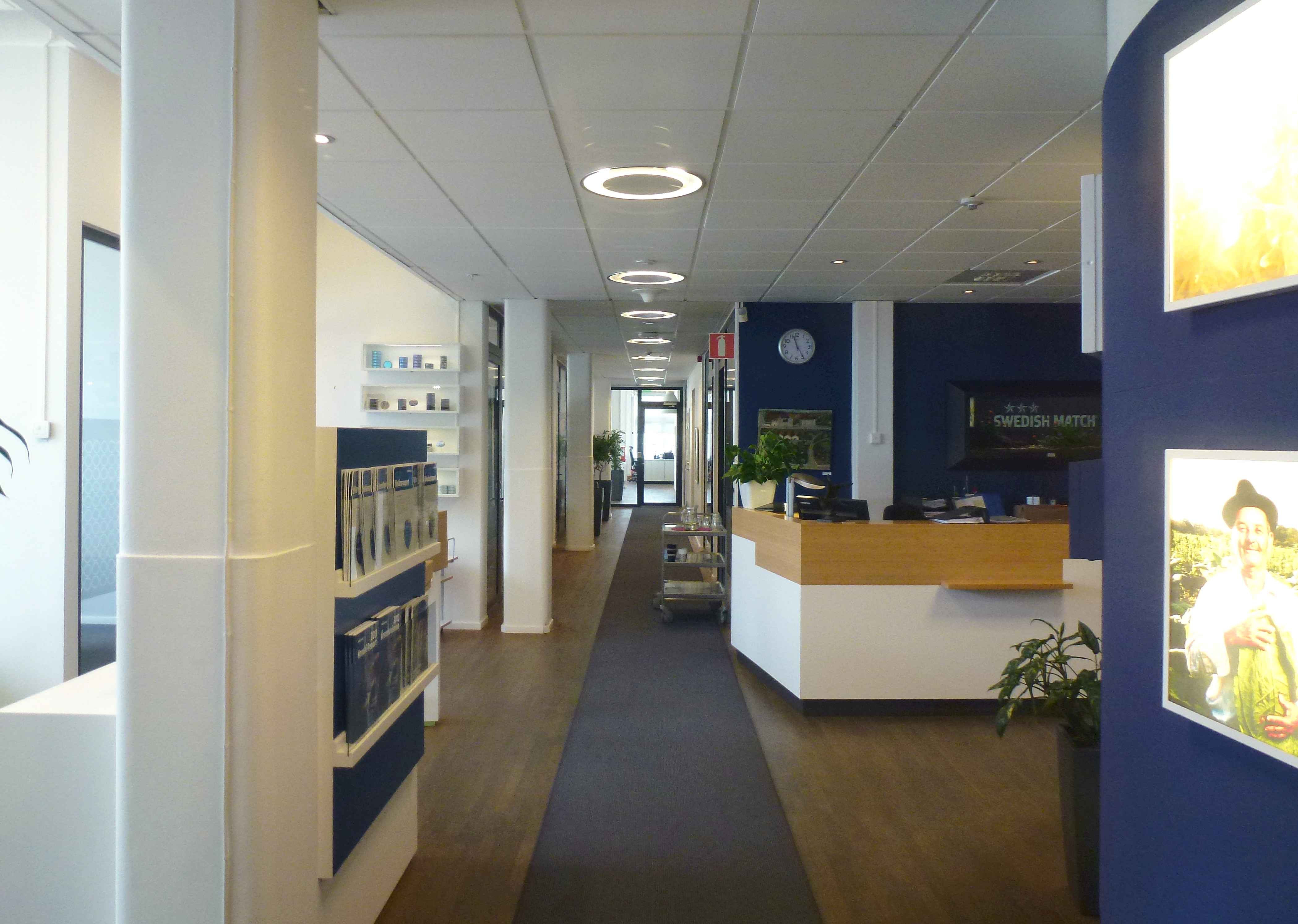
Swedish match kontor i gamla fabriken, Tobaksmonopolet 2.

Redan 1932 upphörde tillverkning av piptobak och 1939 avslutades snustillverkningen i Tobaksmonopolets fabrikslokaler på Södermalm. 1949 lades cigarrtillverkningen ner. I maj 1961 beslutade riksdagen att häva monopolet avseende import och försäljning av tobak. AB Svenska Tobaksmonopolet ombildades till Svenska Tobaks AB. 1967 försvann även det statliga tillverkningsmonopolet vilket medförde att även cigarettillverkningen och därmed all tobaksproduktion i kvarteret Tobaksmonopolet upphörde. Sedan 1992 är Svenska Tobaks AB en del av Swedish match.
År 1984 utförde Stadsmuseet i Stockholm en omfattande byggnadsinventering, då disponeras fastigheten fortfarande i vissa delar av Svenska Tobaks AB. Andra delar var anpassade till nya kontors- och lagerverksamheter, bland annat hade Stockholms socialförvaltning lokaler här och magasinsbyggnaden (Tobaksmonopolet 6) i hörnet Maria Bangata / Rosenlundsgatan hyrdes till större delen av varuhuskedjan Åhléns som lager.
Magasinsbyggnaden omvandlades runt 1990 av Berg Arkitektkontor till kontor för Swedish Match, då skapades bland annat en inglasad ljusgård genom att såga upp en stor öppning genom befintliga bjälklag. Swedish match var kvar i huset fram till år 2009 men har fortfarande kontor i fastigheten Tobaksmonopolet 2. Under perioden 2010-2012 har byggnaden genomgått ytterligare en modernisering, ritad av arkitektkontoret Equator Stockholm. Kontorsbyggnaden omfattar efter ombyggnaden cirka 13 600 m² uthyrbar yta och har hyresgäster främst i design-, möbel- och textilföretag. Fastigheten såldes i oktober 2013 till AMF fastigheter för en halv miljard kronor.
Bonava (f.d. NCC Boende) uppförde 2014 nya bostadshus i Tobaksmonopolet 4 med 91 lägenheter på tomtens nordöstra del. Matsalsbyggnaden kommer att bevaras. Som arkitekt anlitades Nyréns arkitektkontor. Bonava byggde även 100 nya lägenheter i Tobaksmonopolet 3 (gamla huvudkontoret i spetsen Maria Bangata och Maria Skolgata).
Tobaksmonopolet 2, den stora fabriksbyggnaden som uppfördes 1917-1922, förvaltas av Aberdeen Asset Management, som hyr ut lokalerna till olika verksamheter, främst till företag inom film-, media- och IT- branschen. Inom Tobaksmonopolet 2 föreslås tre större förändringar, bland annat höjning av gårdsplanen med plantering och överbyggt garage, ett nytt bostadshus samt en överglasning av inlastningsområdet. Det nya bostadshuset mot Maria Bangata stod färdigt 2018. Byggnaden kallas Mono efter Tobaksmonopolet.

## Nutida bilder

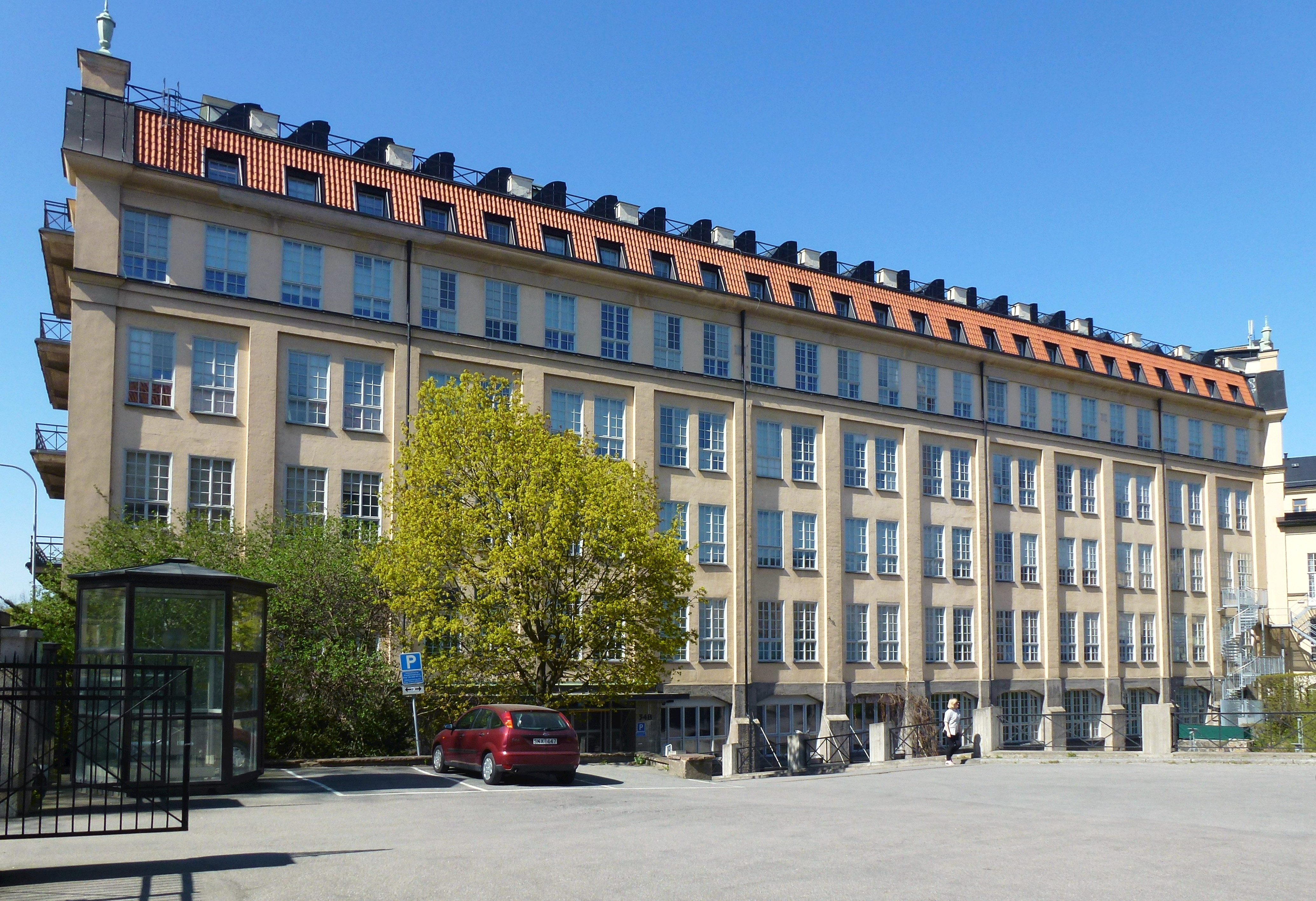
Tobaksmonopolet 2: Fabriksbyggnaden från 1922, gårdsfasad
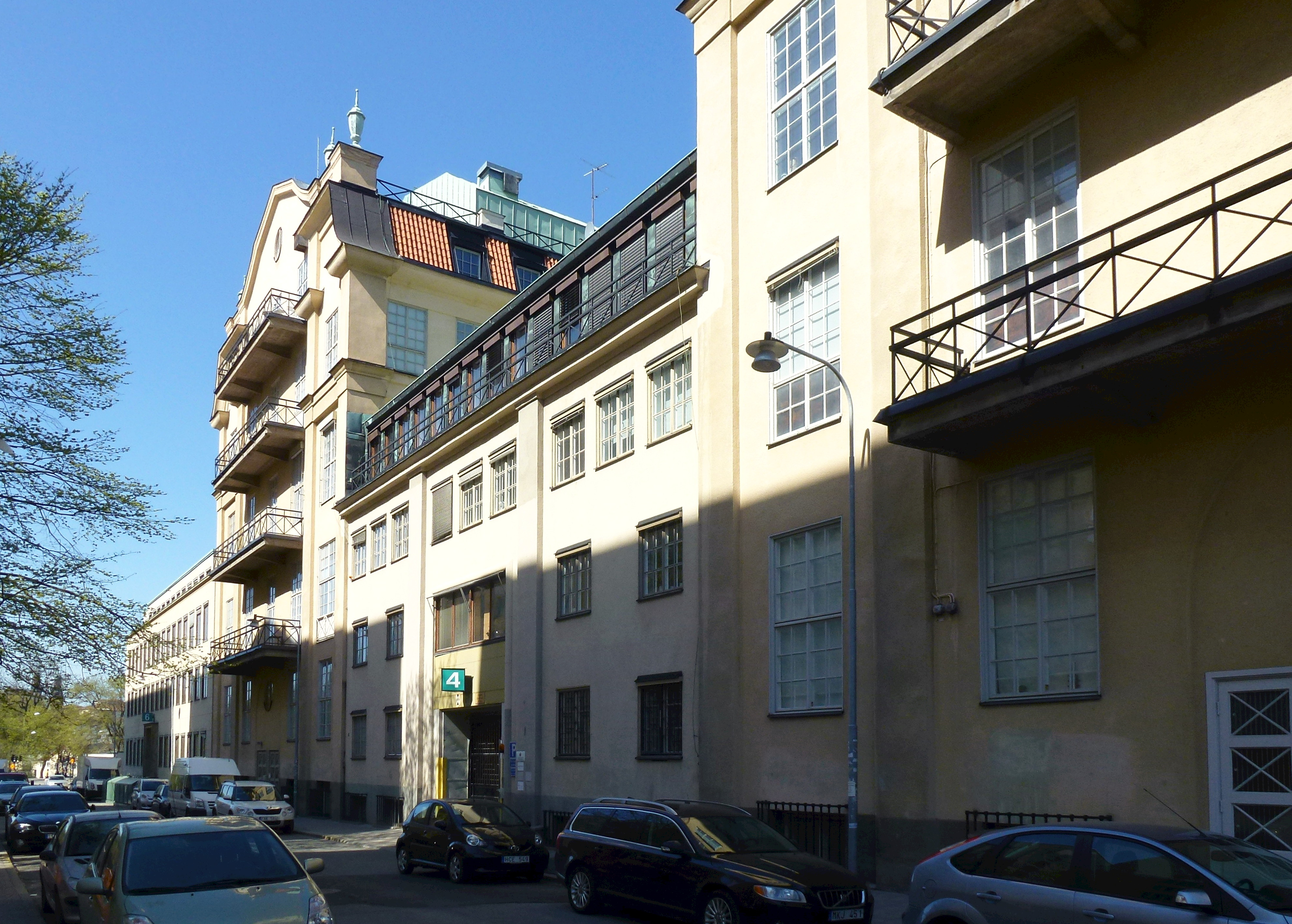
Tobaksmonopolet 2: Portalbyggnaden från 1922, fasad mot Maria Bangata
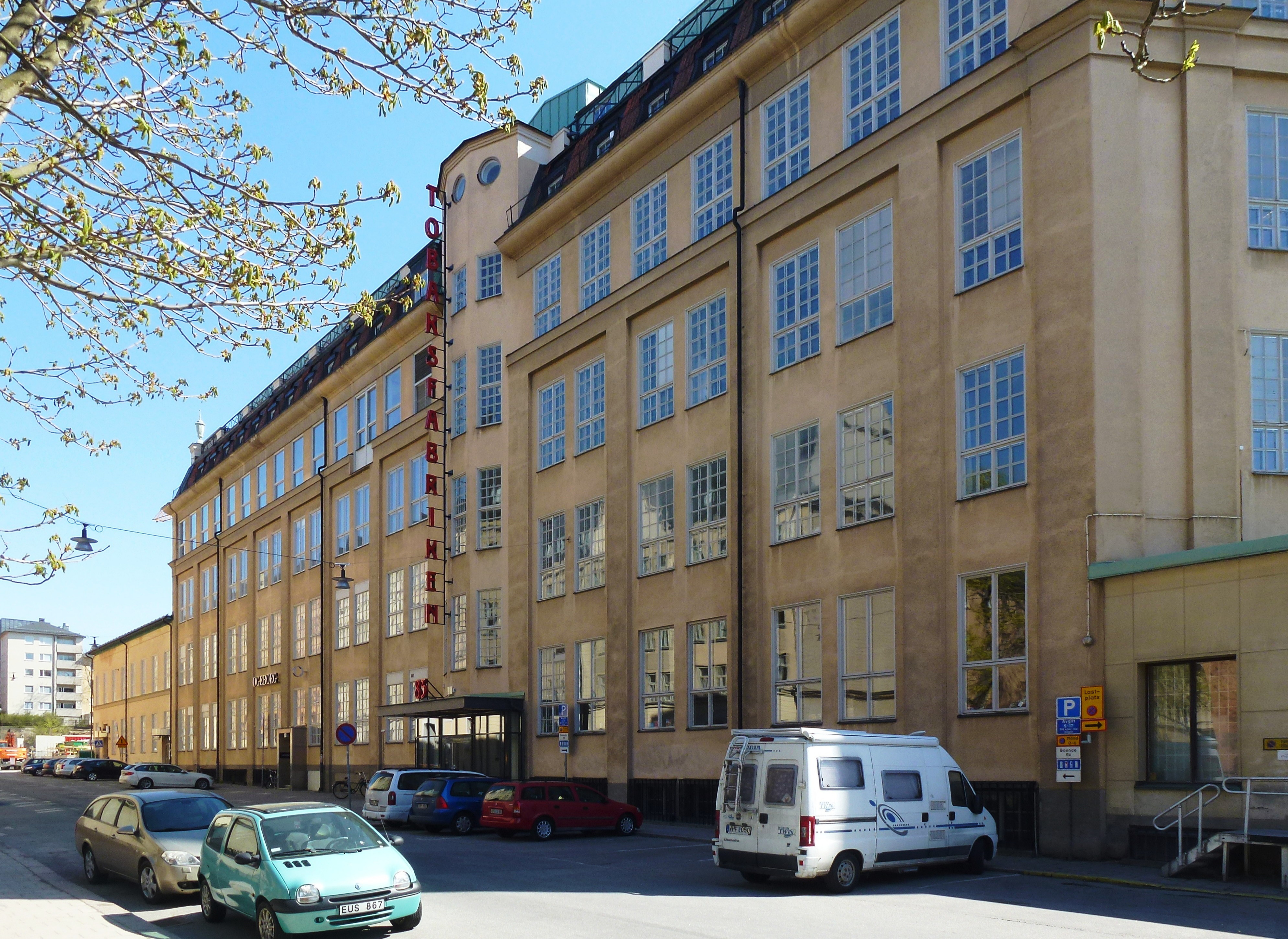
Tobaksmonopolet 2: Fabriksbyggnaden från 1922, fasad mot Maria Skolgata
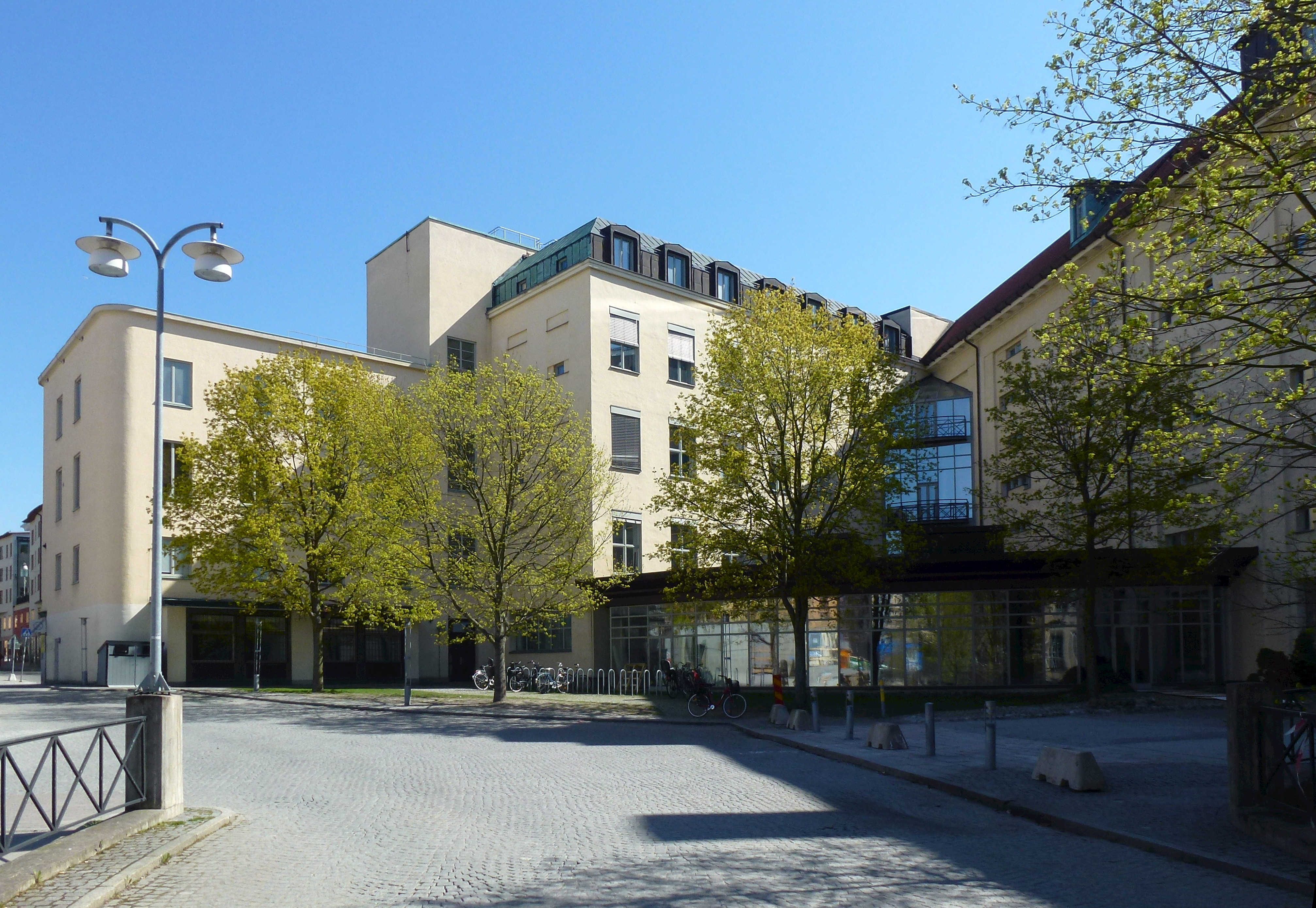
Tobaksmonopolet 5: Lager och bostäder från 1939, fasader mot gården
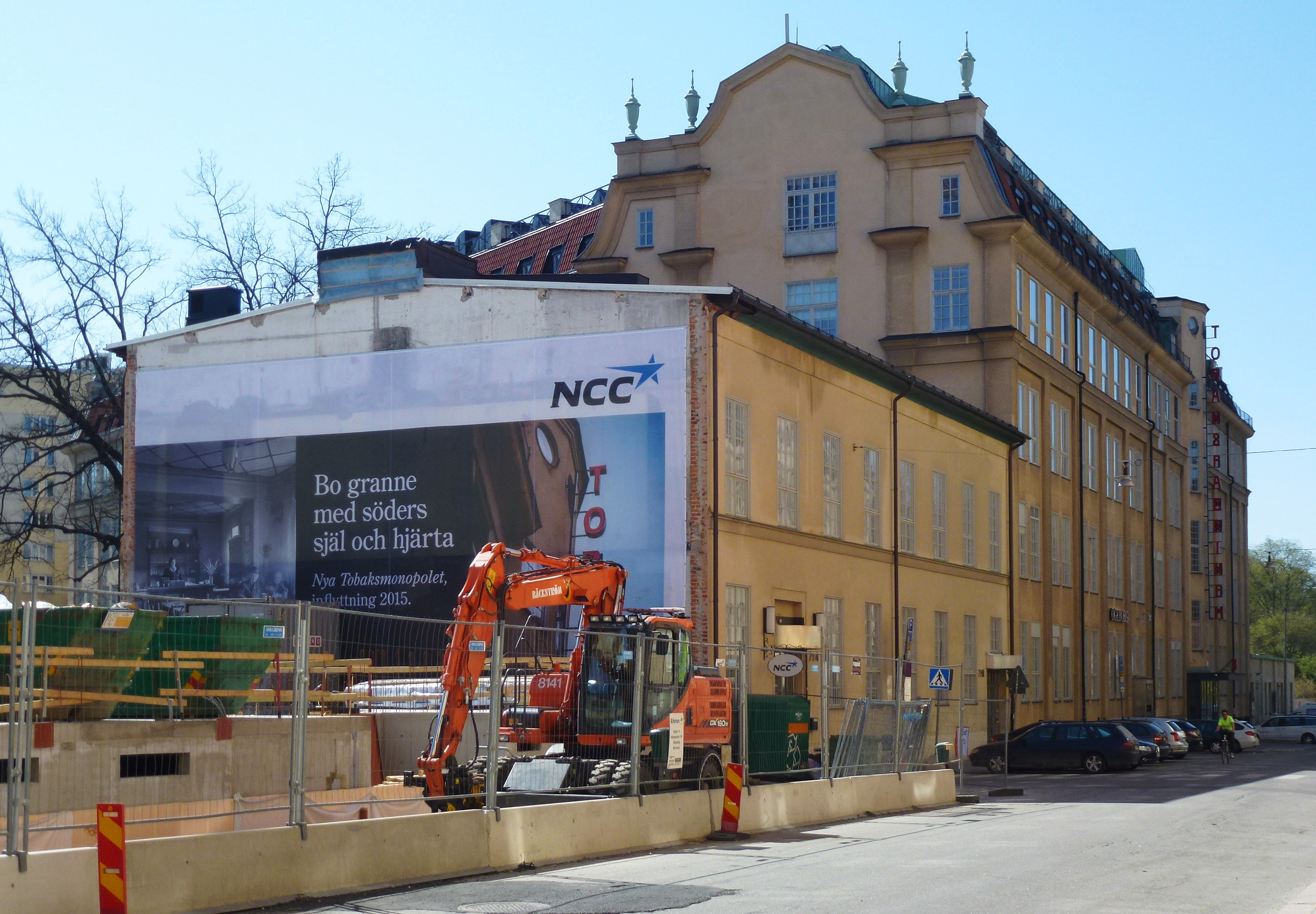
Tobaksmonopolet 4: Matsalsbyggnaden från 1933 och bakom den fabriksbyggnaden
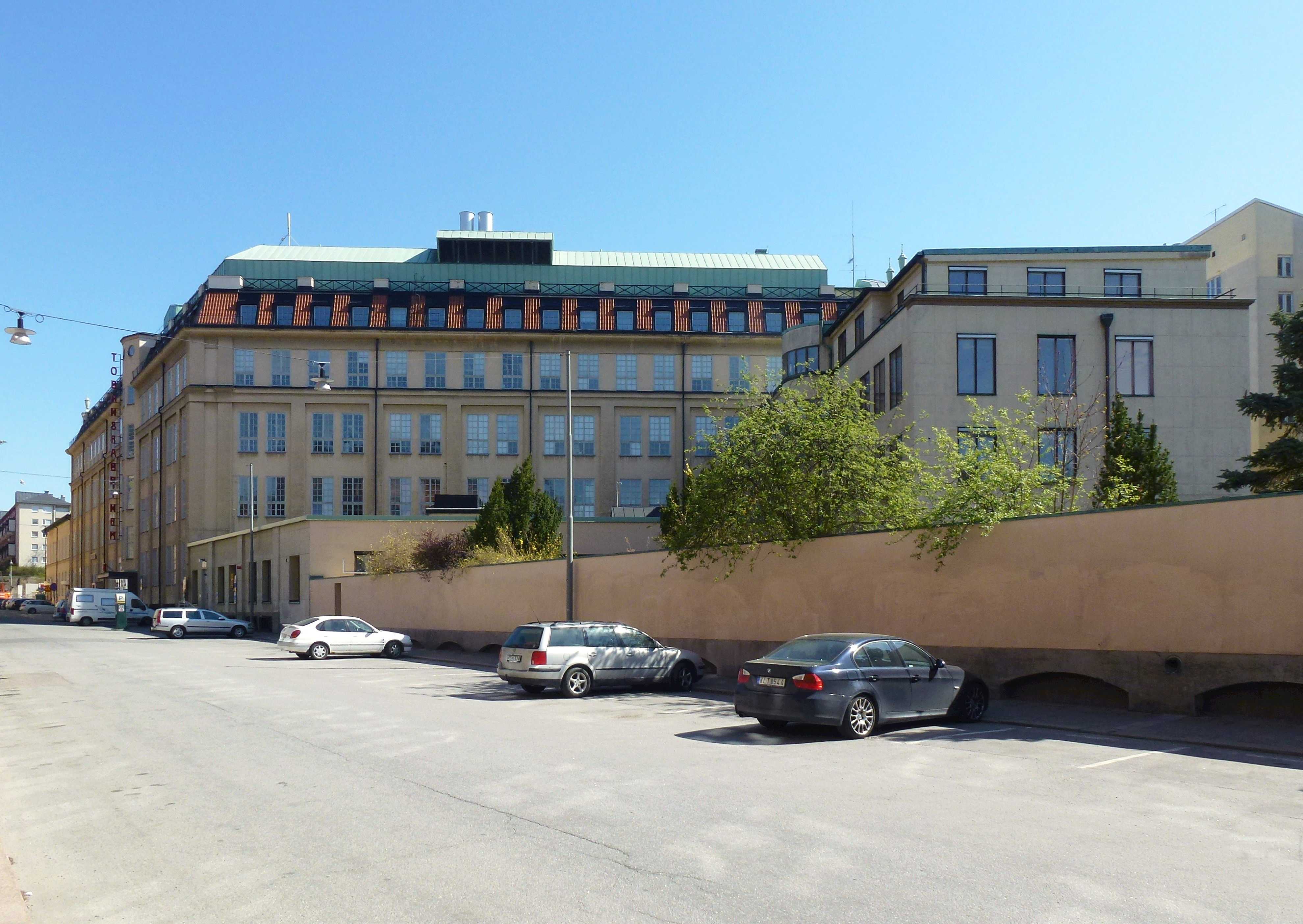
Tobaksmonopolet 3: Huvudkontoret från 1939, fasad mot Maria Skolgata, bakom den fabriksbyggnaden från 1922
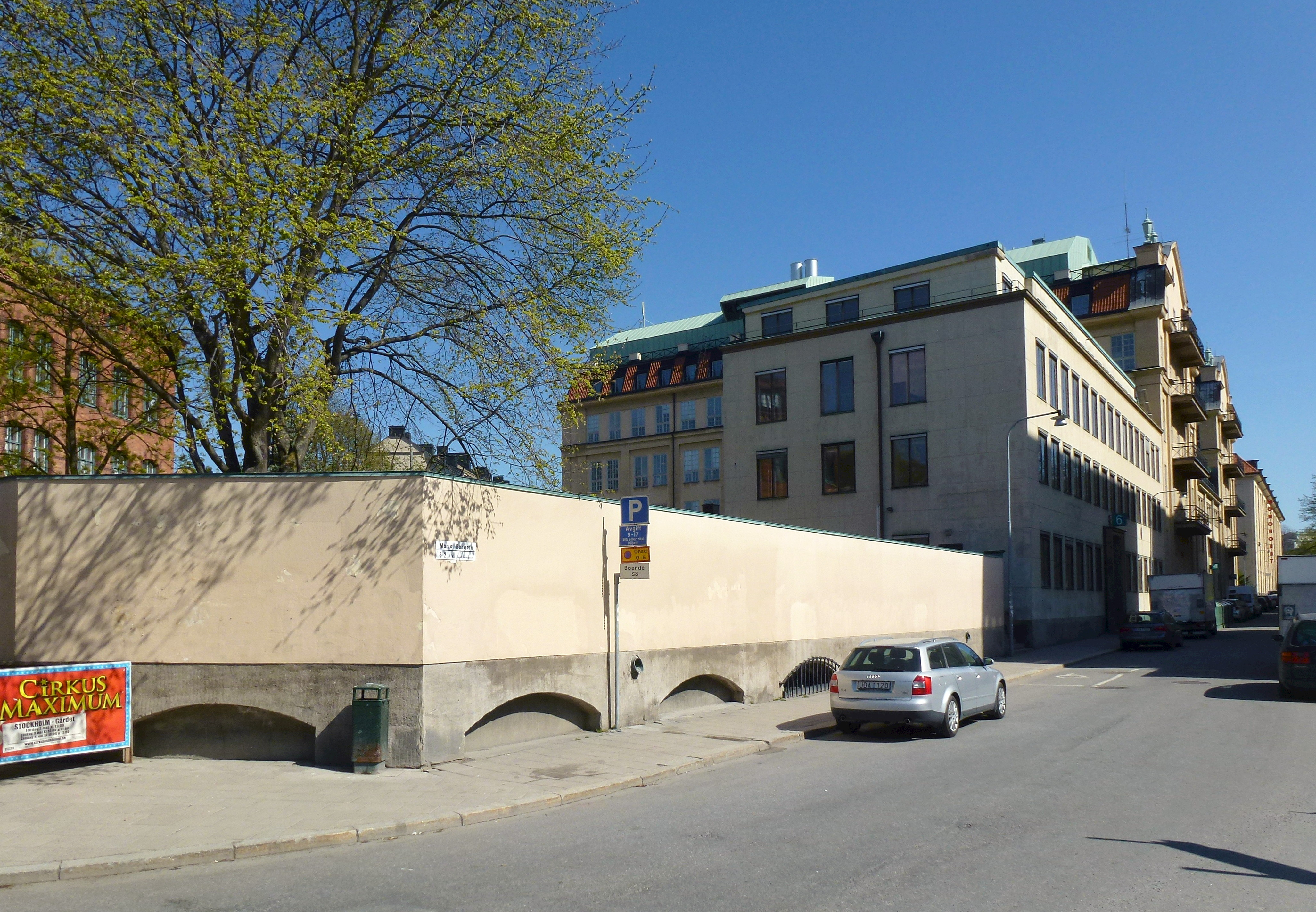
Tobaksmonopolet 3: Huvudkontoret från 1939, fasad mot Maria Bangata
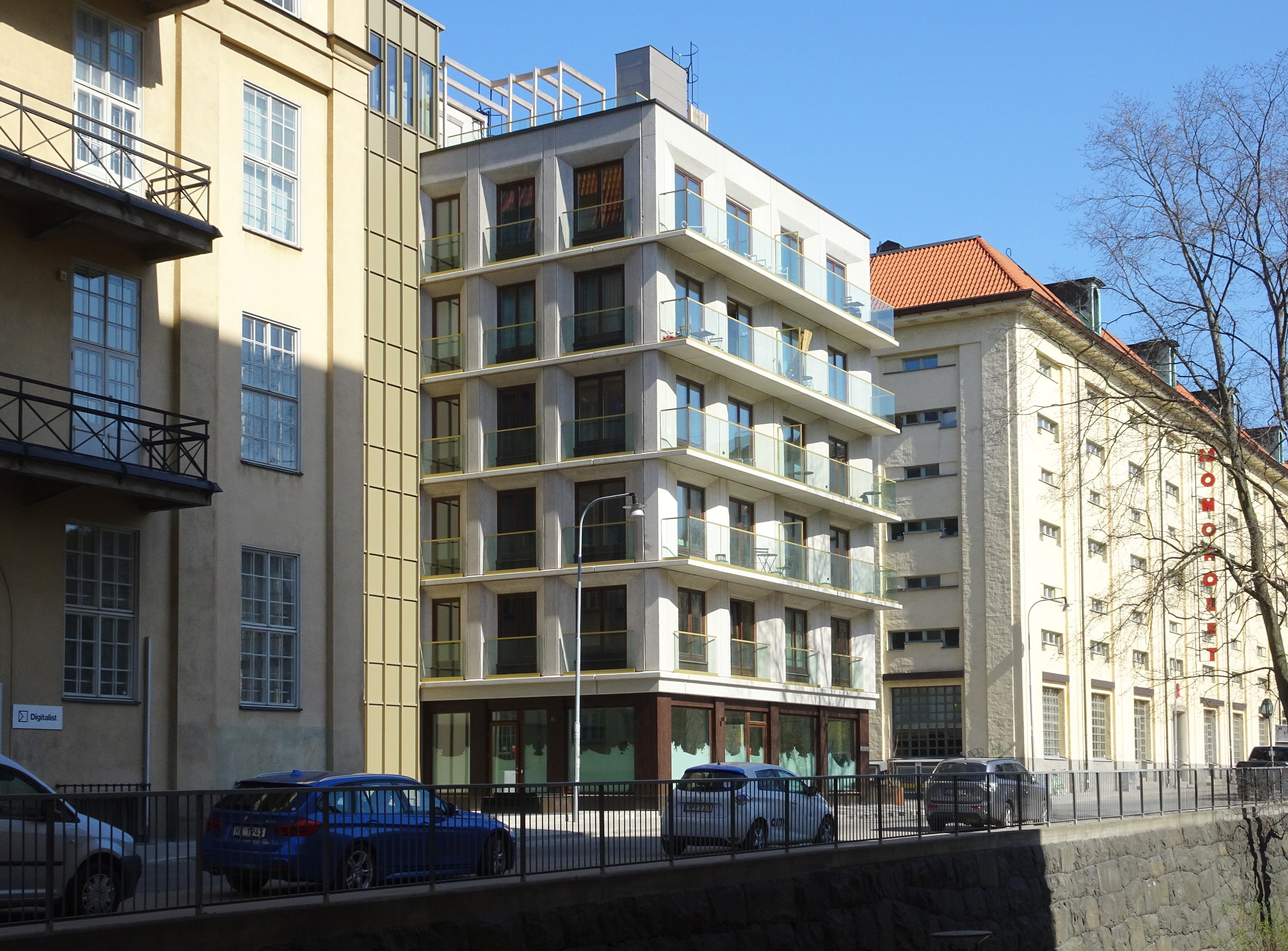
Bostadshuset Mono från 2018.